# Rupie din Golf
. 

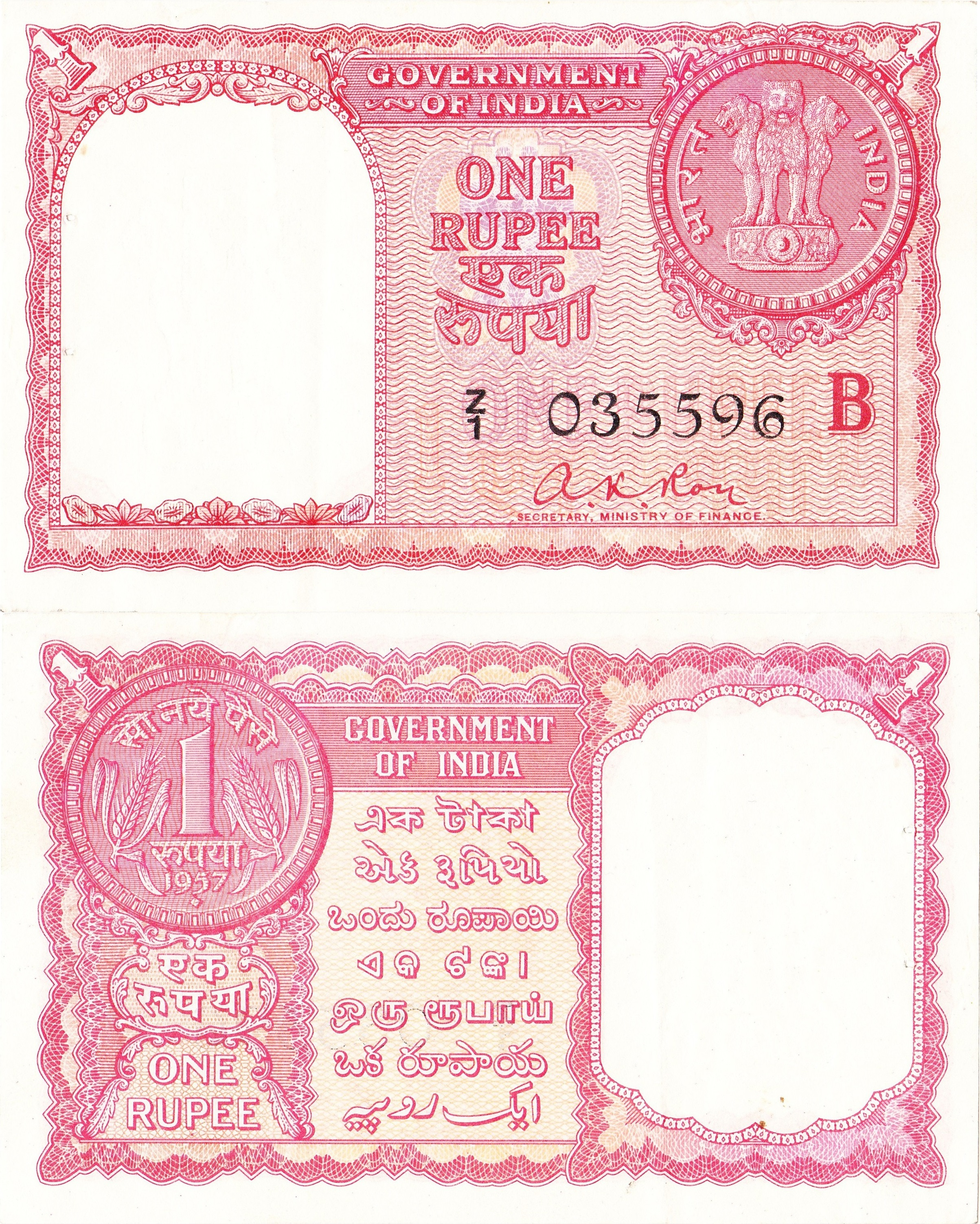
Bancnotă cu valoarea nominală de 1 rupie din Golf, similară cu bancnota cu valoare nominală de 1 rupie indiană, însă tipărită în culoare roz și având prefixul Z în seria numerică

Rupia din Golf (XPGR, în engleză: Gulf rupee, iar în arabă: روبيه sau روبيه خليجيه) a fost moneda oficială folosită în protectoratele britanice din Peninsula Arabică din jurul Golfului Persic între 1959 și 1966. A fost introdusă de către guvernul indian, pentru a înlocui rupia indiană, pentru circulația exclusivă în afara țării. La data emiterii, era echivalentă cu 1 rupie indiană. 
Rupia indiană fusese utilizată, ca monedă oficială, atât în India, cât și în țări din zona Golfului și din Arabia. Noua monedă a fost creată cu scopul de a se reduce impactul traficului de aur asupra finanțelor publice indiene (rezerve valutare și în metal prețios).

## Țările utilizatoare alerupiei din Golfși monedele care au înlocuit-o
| Țara                                                     | Moneda actuală                         | Data înlocuirii |
| -------------------------------------------------------- | -------------------------------------- | --------------- |
| Bahrain                                                  | Dinar din Bahrain (BHD)                | 1965            |
| Kuweit                                                   | Dinar kuweitian (KWD)                  | 1961            |
| Oman                                                     | Rial omanez                            | 1966            |
| Qatar                                                    | Rial qatarez (QR)                      | 1966            |
| Statele Armistițiului (în prezent Emiratele Arabe Unite) | Dirham al Emiratelor Arabe Unite (AED) | 1966            |

## Bancnote
Bancnotele emise de Reserve Bank of India aveau valori nominale de 1, 5, 10 și 100 de rupii. Aceste bancnote aveau modele similare cu cele folosite pentru rupia indiană, dar erau tipărite în culori diferite de aceata. Numărul seriei bancnotelor emise era precedat de litera Z.
| Valoarea nominală | Culoarea predominantă | Imaginea pe avers | Imaginea pe revers |
| ----------------- | --------------------- | ----------------- | ------------------ |
| 1 rupie           | roz                   |                   |                    |
| 5 rupii           | portocalie / orange   |                   |                    |
| 10 rupii          | roșie                 |                   |                    |
| 100 de rupii      | verde                 |                   |                    |